# Finale della Coppa dei Campioni 1973-1974 (hockey su pista)
La finale della 9ª edizione della Coppa dei Campioni fu disputata in gara d'andata e ritorno tra gli spagnoli del Barcellona e i portoghesi del Lourenço Marques. Con il punteggio complessivo di 12 a 7 fu il Barcellona ad aggiudicarsi per la seconda volta il trofeo.

## Le squadre
| Squadre          | Partecipazioni precedenti (il grassetto indica la vittoria) |
| ---------------- | ----------------------------------------------------------- |
| Barcellona       | 1973                                                        |
| Lourenço Marques | Nessuna                                                     |

## Il cammino verso la finale
Il Barcellona, campione incarica, esordì nel torneo ai quarti di finale dove ebbe la meglio sui tedeschi del Walsum; successivamente fu esonerato dal disputare le semifinali avendo cosi accesso diretto alla finale. Il Lourenço Marques invece esordì al primo turno della manifestazione eliminando lo Zurigo, nei quarti di finale ebbe la meglio sul Novara e in semifinale eliminò il Reus Deportiu.

## Tabellini

### Andata
| Barcellona 26 giugno 1974 | Barcellona | 8 – 2 | Lourenço Marques |  |

| Barcellona    |  |                  |
|               |  |                  |
| P             |  | Jacinto Ginesta  |
| E             |  | Juan Brasal      |
| E             |  | Antoni Caicedo   |
| E             |  | Sergi Centell    |
| E             |  | Manuel Chercoles |
| E             |  | Jaime Riera      |
| E             |  | Joan Vila        |
| E             |  | Jordi Villacorta |
| P             |  | Ramon Pons       |
| Allenatore:   |  |                  |
| Josep Lorente |  |                  |

| Lourenço Marques |  |  |
|                  |  |  |
| Allenatore:      |  |  |
|                  |  |  |

### Ritorno
| Estoril 29 giugno 1974 | Lourenço Marques | 5 – 4 | Barcellona |  |

| Lourenço Marques |  |
|                  |  |
| Allenatore:      |  |

| Barcellona    |  |                  |
|               |  |                  |
| P             |  | Jacinto Ginesta  |
| E             |  | Juan Brasal      |
| E             |  | Antoni Caicedo   |
| E             |  | Sergi Centell    |
| E             |  | Manuel Chercoles |
| E             |  | Jaime Riera      |
| E             |  | Joan Vila        |
| E             |  | Jordi Villacorta |
| P             |  | Ramon Pons       |
| Allenatore:   |  |                  |
| Josep Lorente |  |                  |
|               |  |                  |